# Torrente Valle Chioso
Il torrente Valle Chioso è un corso d'acqua lungo 1,54 km, che nasce nel comune di Cino in provincia di Sondrio, sfociando poi nel fiume Adda nel comune di Mantello (Italia).